# Enueg
L'enueg o enuech o enuig ("enuig" o "queixa") és un subgènere del sirventès dins de la poesia trobadoresca. L'enuig és un poema que conté una enumeració de coses o circumstàncies que irriten el trobador. La paraula enuig apareix sovint en els textos.
R. T. Hill (1912, p. 266) definí el subgènere així: "two chief characteristics: 1) the enumeration in epigrammatic style of a series of vexatious things; 2) the repetition of a phrase which indicates the attitude of the poet" (l'enumeració epigramàtica d'una sèrie de coses enutjoses i la repetició d'una frase que indica l'actitud del poeta).
El Monjo de Montaudon fou el primer trobador a cultivar l'enuig. Es troba també en el Vers del badayll de Cerverí de Girona.
El gènere es continuà després en la literatura catalana medieval (en Jordi de Sant Jordi en Los enuigs) i també en la literatura italiana del duecento on Girardo Patecchio escriu Frotula noiae moralis vers el 1228 a Cremona (vegeu Contini, citat en la bibliografia), al qual respongué Ugo di Perso. També se'n troben exemples en la literatura francesa, galaicoportuguesa i fins i tot s'ha considerat un sonet de Shakespeare (el LXVI, Tir'd with all these, for restful death I cry) com pertanyent a aquest gènere (vegeu Wilkins, citat a la bibliografia).
S'hi oposa un altre subgènere anomenat plazer.